# Aplindor
Aplindor (DAB-452) je lek koji deluje kao selektivni parcijalni agonist dopaminskog receptora D2. Njega je razvila farmaceutska kompanija Neurogen kao tretman za Parkinsonovu bolest i sindrom nemirnih nogu.

## Spoljašnje veze
|  | Molimo Vas, obratite pažnju na važno upozorenje u vezi sa temama iz oblasti medicine (zdravlja). |